# Bonaire League
Bonaire League – najwyższa liga piłkarska w Bonaire (gmina zamorska Holandii).

## Kluby w sezonie 2009/2010
- Arriba Perú
- Atlétiko Flamingo
- Atlétiko Tera Corá
- SV Real Rincon
- SV Estrellas
- SV Juventus
- SV Vitesse
- SV Vespo

## Mistrzowie
- 1992/93 : SV Vitesse
- 1994/95 : brak danych
- 1996 :  brak danych
- 1997 :  SV Real Rincon
- 1998/99 : SV Estrellas
- 2000/01 : brak danych
- 2001/02 : SV Estrellas
- 2002/03 : SV Real Rincon
- 2003/04 : SV Real Rincon
- 2004/05 : SV Juventus
- 2005/06 : SV Vespo
- 2006/07 : SV Vespo
- 2007/08 : SV Juventus
- 2009 : SV Juventus